# 耶律匀德实
耶律匀德实（?—?），唐代契丹迭剌部领袖，耶律萨剌德的三儿子。耶律撒剌的的父亲，辽太祖耶律阿保机的祖父。开始率部民农业畜牧，迭剌部开始富裕。重熙二十一年（1052年）七月，遼興宗追尊他為简献皇帝，庙号玄祖
。

## 家庭
- 妻子：蕭月里朵，生四男

### 子
1. 耶律麻鲁，字舍利，早卒。
2. 耶律巖木，字敌辇，三为迭剌部夷离堇，年四十五去世，重熙年間追封蜀王。二子胡只來、末掇，屬三父房的孟父（大伯）房
3. 耶律释鲁，字述澜，于越，後裔屬仲父房
4. 耶律撒剌的[3]，遼德祖